# William Rogers (rögbijátékos)
William Lister „Lefty” Rogers (Ventura, Kalifornia, 1902. február 6. –  Monterey, Kalifornia, 1987. november 13.) olimpiai bajnok amerikai rögbijátékos és sebész.
A Stanford Egyetemen tanult és orvosi diplomát szerzett, majd sebészként dolgozott egész életében és a Stanfordon mint professzor tanított. Bekerült az 1924. évi nyári olimpiai játékokon játszó amerikai rögbicsapatba és olimpiai bajnok lett.